# Modratka błękitna
Modratka błękitna, ametystea błękitna (Amethystea caerulea L.) – gatunek rośliny z rodziny jasnotowatych, z monotypowego rodzaju modratka Amethystea. Występuje w Azji Środkowej i Wschodniej – od Kazachstanu i Tadżykistanu, poprzez Chiny, Mongolię i Syberię po Półwysep Koreański i Japonię. Roślina uprawiana jest jako ozdobna. W Polsce występuje także jako przejściowo dziczejąca (efemerofit). W Chinach roślina wykorzystywana jest jako lek napotny.

## Morfologia
PokrójRoślina jednoroczna o pędzie prosto wzniesionym, rozgałęziającym się, osiągającym do 1 m wysokości, u nasady drewniejącym. Łodyga zwłaszcza w węzłach jest purpurowo nabiegła i owłosiona.
LiścieUlistnienie naprzeciwległe. Liście ogonkowe (ogonek do 2 cm długości), o blaszce zwykle głęboko, dłoniasto wcinanej rzadko całobrzegiej. Łatki liścia lancetowate, na brzegu nierówno piłkowane, czasem podwójnie. Środkowa osiąga do niemal 5 cm długości, boczne do 3,5 cm. Liść z wierzchu jest nagi, od spodu owłosiony lub łysiejący.
KwiatyZebrane w szczytowy kwiatostan wiechowaty, którego rozgałęzienia mają postać wierzchotek. Poszczególne kwiaty osadzone są na szypułkach długości 1–2,5 mm i wsparte są drobnymi, równowąskimi przysadkami. Kielich zrosłodziałkowy, dzwonkowaty, 10-żyłkowy, 5-ząbkowy. Korona niebieska lub niebieskofioletowa, w dolnej części płatki zrośnięte są w rurkę, w górnej – ich końce tworzą dwie wargi. Warga górna składa się z dwóch klap, a warga dolna z trzech, przy czym boczne są podobnej wielkości do klap wargi górnej, a środkowa jest większa, trójdzielna. Pręciki są cztery, przy czym dwa są zredukowane do prątniczek, a dwa są płodne, wystają z rurki korony. Zalążnia z szyjką słupka pojedynczą, zakończoną dwudzielnym, asymetrycznym znamieniem.
OwoceCzterodzielne rozłupnie, rozpadające się na cztery gładkie, jajowatotrójkanciaste rozłupki.

## Systematyka
Pozycja systematyczna
Gatunek z monotypowego rodzaju modratka Amethystea L.. W niektórych źródłach wymieniany jest drugi gatunek – Amethystea visnaga – co wynika z omyłki na liście gatunków flory polskiej z 2002 (miało być Ammi visnaga). Należy do rodziny jasnotowatych (Lamiaceae), a w jej obrębie do podrodziny Ajugoideae.